# Fritz Peus
Friedrich („Fritz“) Peus (* 22. April 1904 in Siegen; † 17. November 1978 in Berlin; eigentlich Friedrich Peus) war ein deutscher Entomologe.
Peus studierte von 1923 bis 1927 Zoologie, Botanik und Physik an der Westfälischen Wilhelms-Universität in Münster. 1927 wurde er in Münster bei Heinrich Jacob Feuerborn promoviert.
Während des Zweiten Weltkriegs war Peus als Heeresentomologe tätig und in der Malariaforschung eingesetzt. Am 18. März 1940 beantragte er die Aufnahme in die NSDAP und wurde zum 1. Juni desselben Jahres aufgenommen (Mitgliedsnummer 7.620.043).
Nach Stationen in Berlin, Celle und Münster wurde er 1947 Leiter der Dipteren-Abteilung des Zoologischen Museums Berlin. Von 1959 bis 1961 war er Direktor des Museums für Naturkunde Berlin. 1960/61 war er Professor für Spezielle Zoologie an der Humboldt-Universität Berlin und ab 1962 bis zu seiner Emeritierung 1969 ordentlicher Professor für angewandte Zoologie an der Freien Universität Berlin.
1976 erhielt er die Fabricius-Medaille der Deutschen Gesellschaft für allgemeine und angewandte Entomologie. Im Jahr 1959 wurde er zum Mitglied der Leopoldina gewählt.